# Naoto Tajima
Pour les articles homonymes, voir Tajima.
Naoto Tajima (田島 直人, Tajima Naoto), né le 15 août 1912 à Iwakuni et décédé le 4 décembre 1990, était un athlète japonais qui a été champion olympique. Il a été le premier à dépasser la marque de 16 mètres en triple saut. Son poids de forme était de 67 kg pour 1,78 m.

## Biographie

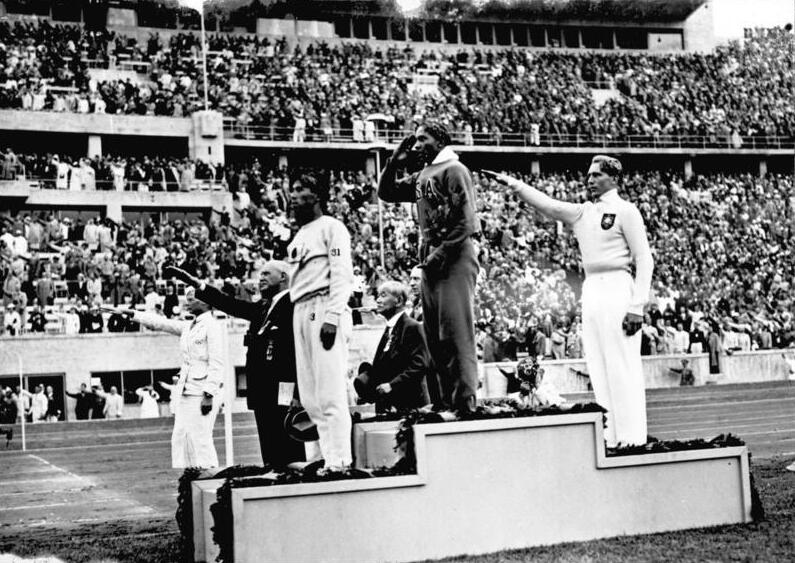
Naoto Tajima (gauche) avec Jesse Owens (milieu) et Luz Long (droite) lors de la remise des médailles des Jeux olympiques de 1936.

Tajima a participé à ses premiers Jeux olympiques d'été en 1932 en terminant sixième au concours de saut en longueur avec 7,15 m. Lors des Jeux de l'Extrême-Orient en 1934, il remporte l'or dans la même discipline et termine troisième à l'épreuve de triple saut.
Aux Jeux olympiques d'été de 1936, le 4 août, en finale du concours de saut en longueur, il remporte le bronze avec un bond mesuré à 7,74 m derrière l'Américain Jesse Owens et l'Allemand Luz Long. Il avait une marge de dix centimètres sur les deux quatrièmes, l'Allemand Wilhelm Leichum et l'Italien Arturo Maffei.
La finale du triple saut se déroule le 6 août 1936. Vingt-trois athlètes ont franchi la limite de qualification de 14 mètres avec, parmi eux, le détenteur du record du monde, l'Australien Jack Metcalfe. Après trois essais, dix-sept athlètes sont éliminés dont Luz Long. Tajima est en tête avec 15,76 m, devant Metcalfe (15,50 m) et le deuxième Japonais Masao Harada (15,45 m). Au quatrième essai, Tajima bat le record du monde en sautant à 16,00 m, devenant champion olympique et la première personne à atteindre cette barre symbolique. 
Après les victoires de Mikio Oda en 1928 et Chūhei Nanbu en 1932, il s'agit de la troisième fois consécutive qu'un Japonais remporte l'or dans cette discipline. Tajima saute encore 14,81 m en 1938 puis arrête sa carrière. Son record du monde a tenu jusqu'en 1951.
Trois jours après le sacre olympique de Tajima, le Coréen concourant sous bannière japonaise Kitei Son remporte l'épreuve de marathon. Il a fallu ensuite attendre les Jeux olympiques d'été de 2000 à Sydney et la victoire de Naoko Takahashi pour que le Japon regagne un titre olympique en athlétisme.

## Jeux olympiques d'été
- Jeux olympiques d'été de 1932 à Los Angeles ( États-Unis)
  - 6e en saut en longueur
- Jeux olympiques d'été de 1936 à Berlin ( Allemagne)
  -  Médaille de bronze en saut en longueur
  -  Médaille d'or en triple saut

## Sources
- (de) Cet article est partiellement ou en totalité issu de l’article de Wikipédia en allemand intitulé « Tajima Naoto » (voir la liste des auteurs).